# Омелья Омелья, Хуан Хосе
Хуан Хосе Омелья-и-Омелья (исп. Juan José Omella y Omella; род. 21 апреля 1946, Кретас, Испания) — испанский кардинал. Титулярный епископ Сасабе и вспомогательный епископ Сарагосы с 15 июля 1996 по 29 октября 1999. Епископ Барбастро-Монсона с 29 октября 1999 по 8 апреля 2004. Архиепископ Калаорра-Ла Кальсада-и-Логроньо с 8 апреля 2004 по 6 ноября 2015. Архиепископ Барселоны с 6 ноября 2015. Кардинал-священник с титулярной церковью Санта-Кроче-ин-Джерусалемме с 28 июня 2017.